# 昌豨
昌豨（？—206年），本名「昌霸」，一作「昌務」，泰山郡人，東漢末年人物，是臧霸所率領的“泰山寇”成員之一。但在曹操入主兗州時期受人誘使，不久曹操收復臧霸等人後不停地打壓他，以致其只能困守徐州的東海国昌慮縣，最终败亡。

## 生平
於黃巾起義時隨臧霸投靠陶謙，後陶謙逝世，與臧霸等自成一股勢力，期間進攻彭城王劉和。後於197年與呂布同盟。
在曹操管理兗州的時間段裡，有位叫炅母的部民與昌豨串通，但被呂虔迅速平定。
建安三年臘月（合199年），呂布被滅之後，與臧霸等人共同歸順曹操，曹操委授青、徐二州一帶領地封賞之厚遇，協防東邊防備據青州北部的袁紹之長子袁譚的軍勢攻擊，但唯獨昌豨沒有任命當地官職的記載，不過曹操有另設昌慮郡（原屬東海郡的縣），應是昌慮郡太守。且昌豨后来又能领东海国起兵，可见其亦任东海相。
建安五年（200年）正月，昌豨響應劉備的勸誘，據東海国一帶領數万兵叛變，被曹操迅速平定。
同年的官渡之战后昌豨又再反叛，張遼跟隨夏侯淵討伐之，圍之數月至次年（201年）仍行動未果，糧秣將盡。當時諸將認為要退兵重整，但張遼看出昌豨的消極抵抗，便隻身去見昌豨，在張遼的誘使下昌豨答應投降。張遼知道後，又隻身上三公山入昌豨家拜候其家人。昌豨見張遼坦誠相對，遂投降曹操。（《張遼傳》）
建安十一年（206年），曹操剿滅袁紹勢力之後的八月，昌豨再度叛亂，曹操派遣于禁征討他，臧霸從征，不克，曹操再派夏侯淵助陣，三人協力攻下十餘屯營。最終昌豨由於承受不住，加上于禁與他是舊交，便向其投降，但卻被不顧眾議的于禁自行以軍法揮淚斬殺。曹操聽說後不禁为昌豨哀悼。（《于禁傳》）
昌豨死後，曹操將昌慮郡重新併入東海郡。
為《三國志》作注的裴松之認為于禁最終追諡“厲侯”是因為對昌豨的不義。